# Parvosympodium nolinae
Parvosympodium nolinae är en svampart som beskrevs av A.W. Ramaley 2002. Parvosympodium nolinae ingår i släktet Parvosympodium, divisionen sporsäcksvampar och riket svampar.   Inga underarter finns listade i Catalogue of Life.